# KR (Karl Ritzinger)
KR is een historisch Duits motorfietsmerk.
De bedrijfsnaam was: Karl Ritzinger Motorradbau, later Weinbeer & Ritzinger Motorradbau, München.
Hoewel ook dit merk in München geproduceerd werd, had het merk van Karl Rühmer er niets mee te maken. Ritzinger bouwde tussen 1930 en 1933 198cc-zijkleppers en 298cc-kop- en zijkleppers met JAP-motoren.